# Mistrzostwa Polski w Short Tracku 2009
Mistrzostwa Polski w Short Tracku 2009 – 13. edycja mistrzostw, która odbyła się w dniach 13–15 marca 2009 roku w lodowisku Helena w Elblągu.

## Wyniki

### Kobiety

#### 500 metrów
Finał
| Miejsce | Zawodniczka          | Klub              | Wynik  | Punkty |
| ------- | -------------------- | ----------------- | ------ | ------ |
| 1.      | Patrycja Maliszewska | Juvenia Białystok | 46,571 | 34     |
| 2.      | Karolina Regucka     | Juvenia Białystok | 47,151 | 21     |
| 3.      | Anna Romanowicz      | Juvenia Białystok | 47,254 | 13     |
| 4.      | Agnieszka Bawerna    | Juvenia Białystok | 47,348 | 8      |

#### 1000 metrów
Finał
| Miejsce | Zawodniczka          | Klub              | Wynik    | Punkty |
| ------- | -------------------- | ----------------- | -------- | ------ |
| 1.      | Karolina Regucka     | Juvenia Białystok | 1:42,915 | 34     |
| 2.      | Malwina Zawada       | AZS Opole         | 1:43,131 | 21     |
| 3.      | Patrycja Maliszewska | Juvenia Białystok | 1:54,187 | 13     |
| -       | Anna Romanowicz      | Juvenia Białystok | PEN      | 0      |

#### 1500 metrów
Finał
| Miejsce | Zawodniczka           | Klub              | Wynik    | Punkty |
| ------- | --------------------- | ----------------- | -------- | ------ |
| 1.      | Karolina Regucka      | Juvenia Białystok | 2:45,647 | 34     |
| 2.      | Malwina Zawada        | AZS Opole         | 2:45,722 | 21     |
| 3.      | Patrycja Maliszewska  | Juvenia Białystok | 2:45,809 | 13     |
| 4.      | Beata Podwysocka      | Juvenia Białystok | 2:46,467 | 8      |
| 5.      | Aida Bella            | AZS Opole         | 2:47,362 | 5      |
| 6.      | Barbara Kobylakiewicz | AZS Opole         | 2:47,453 | 3      |

#### Superfinał 3000 metrów
Finał
| Miejsce | Zawodniczka           | Klub              | Wynik    | Punkty |
| ------- | --------------------- | ----------------- | -------- | ------ |
| 1.      | Patrycja Maliszewska  | Juvenia Białystok | 5:40,684 | 34     |
| 2.      | Beata Podwysocka      | Juvenia Białystok | 5:41,454 | 21     |
| 3.      | Anna Romanowicz       | Juvenia Białystok | 5:41,505 | 13     |
| 4.      | Karolina Regucka      | Juvenia Białystok | 5:41,810 | 8      |
| 5.      | Malwina Zawada        | AZS Opole         | 5:42,186 | 10     |
| 6.      | Agnieszka Bawerna     | Juvenia Białystok | 5:46,695 | 3      |
| 7.      | Barbara Kobylakiewicz | AZS Opole         | 5:58,864 | 2      |
| 8.      | Aida Bella            | AZS Opole         | DNS      | 0      |

#### Wielobój
Klasyfikacja
| Miejsce | Zawodniczka           | Klub              | Dystanse | Dystanse | Dystanse | Punkty |
| Miejsce | Zawodniczka           | Klub              | 1500 m   | 500 m    | 1000 m   | Punkty |
| ------- | --------------------- | ----------------- | -------- | -------- | -------- | ------ |
| 1.      | Karolina Regucka      | Juvenia Białystok | 1        | 2        | 1        | 97     |
| 2.      | Patrycja Maliszewska  | Juvenia Białystok | 3        | 1        | 3        | 94     |
| 3.      | Malwina Zawada        | AZS Opole         | 2        | 8        | 2        | 52     |
| 4.      | Beata Podwysocka      | Juvenia Białystok | 4        | 5        | 5        | 29     |
| 5.      | Anna Romanowicz       | Juvenia Białystok | 12       | 3        | 4        | 26     |
| 6.      | Agnieszka Bawerna     | Juvenia Białystok | 8        | 4        | 6        | 11     |
| 7.      | Aida Bella            | AZS Opole         | 5        | 7        | 8        | 5      |
| 8.      | Barbara Kobylakiewicz | AZS Opole         | 6        | 20       | 10       | 5      |

#### Sztafeta 3000 metrów
Finał
| Miejsce | Klub                                                                                        | Wynik    |
| ------- | ------------------------------------------------------------------------------------------- | -------- |
| 1.      | Juvenia Białystok Agnieszka Bawerna Anna Romanowicz Karolina Regucka Patrycja Maliszewska   | 4:33,089 |
| 2.      | AZS Opole Aida Bella Kaja Pniewska Magdalena Szwajlik Malwina Zawada                        | 4:34,279 |
| 3.      | Juvenia Białystok II Agata Bogdan Agnieszka Tawrel Beata Podwysocka Paula Bzura             | 4:41,534 |
| 4.      | Juvenia Białystok III Agnieszka Olechnicka Anna Twardowska Joanna Adamska Natalia Kozłowska | 4:47,995 |

### Mężczyźni

#### 500 metrów
Finał
| Miejsce | Zawodnik        | Klub              | Wynik  | Punkty |
| ------- | --------------- | ----------------- | ------ | ------ |
| 1.      | Dariusz Kulesza | Juvenia Białystok | 42,918 | 34     |
| 2.      | Bartosz Konopko | Juvenia Białystok | 43,028 | 21     |
| 3.      | Rafał Piórecki  | Juvenia Białystok | 43,103 | 13     |
| 4.      | Jakub Jaworski  | Juvenia Białystok | 43,124 | 8      |

#### 1000 metrów
Finał
| Miejsce | Zawodnik          | Klub              | Wynik    | Punkty |
| ------- | ----------------- | ----------------- | -------- | ------ |
| 1.      | Dariusz Kulesza   | Juvenia Białystok | 1:34,859 | 34     |
| 2.      | Bartosz Konopko   | Juvenia Białystok | 1:34,948 | 21     |
| 3.      | Łukasz Michalczuk | Juvenia Białystok | 1:35,095 | 13     |
| 4.      | Jakub Ginter      | Juvenia Białystok | 1:36,519 | 8      |

#### 1500 metrów
Finał
| Miejsce | Zawodnik           | Klub              | Wynik    | Punkty |
| ------- | ------------------ | ----------------- | -------- | ------ |
| 1.      | Jakub Jaworski     | Juvenia Białystok | 2:35,457 | 34     |
| 2.      | Łukasz Michalczuk  | Juvenia Białystok | 2:35,757 | 21     |
| 3.      | Jakub Borowski     | Juvenia Białystok | 2:35,805 | 13     |
| 4.      | Rafał Piórecki     | Juvenia Białystok | 2:37,420 | 8      |
| 5.      | Wojciech Kraśnicki | Juvenia Białystok | 2:48,249 | 5      |
| 6.      | Bartosz Konopko    | Juvenia Białystok | 3:08,009 | 3      |

#### Superfinał 3000 metrów
Finał
| Miejsce | Zawodniczka        | Klub              | Wynik    | Punkty |
| ------- | ------------------ | ----------------- | -------- | ------ |
| 1.      | Jakub Borowski     | Juvenia Białystok | 5:12,190 | 34     |
| 2.      | Bartosz Konopko    | Juvenia Białystok | 5:16,076 | 26     |
| 3.      | Rafał Piórecki     | Juvenia Białystok | 5:18,456 | 13     |
| 4.      | Jakub Jaworski     | Juvenia Białystok | 5:21,550 | 8      |
| 5.      | Dariusz Kulesza    | Juvenia Białystok | 5:23,793 | 5      |
| 6.      | Jakub Ginter       | Juvenia Białystok | 5:25,330 | 3      |
| 7.      | Łukasz Michalczuk  | Juvenia Białystok | 5:41,543 | 2      |
| 8.      | Wojciech Kraśnicki | Juvenia Białystok | 6:12,319 | 1      |

#### Wielobój
Klasyfikacja
| Miejsce | Zawodniczka        | Klub              | Dystanse | Dystanse | Dystanse | Punkty |
| Miejsce | Zawodniczka        | Klub              | 1500 m   | 500 m    | 1000 m   | Punkty |
| ------- | ------------------ | ----------------- | -------- | -------- | -------- | ------ |
| 1.      | Dariusz Kulesza    | Juvenia Białystok | 7        | 1        | 1        | 73     |
| 2.      | Bartosz Konopko    | Juvenia Białystok | 6        | 2        | 2        | 71     |
| 3.      | Jakub Jaworski     | Juvenia Białystok | 1        | 4        | 8        | 50     |
| 4.      | Jakub Borowski     | Juvenia Białystok | 3        | 8        | 7        | 47     |
| 5.      | Łukasz Michalczuk  | Juvenia Białystok | 2        | 5        | 3        | 36     |
| 6.      | Rafał Piórecki     | Juvenia Białystok | 4        | 3        | 6        | 34     |
| 7.      | Jakub Ginter       | Juvenia Białystok | 9        | 11       | 4        | 11     |
| 8.      | Wojciech Kraśnicki | Juvenia Białystok | 5        | 6        | 10       | 6      |

#### Sztafeta 5000 metrów
Finał
| Miejsce | Klub                                                                                          | Wynik    |
| ------- | --------------------------------------------------------------------------------------------- | -------- |
| 1.      | Juvenia Białystok II Jakub Borowski Jakub Ginter Łukasz Michalczuk Marcin Makarczuk-Jackowski | 7:32,951 |
| 2.      | Juvenia Białystok III Dawid Rzemieniecki Kamil Dziubek Marcin Bogdan Wojciech Kraśnicki       | 7:41,919 |
| 3.      | Juvenia Białystok Bartosz Konopko Dariusz Kulesza Jakub Jaworski Rafał Piórecki               | 7:41,934 |
| 4.      | Juvenia Białystok IV Krzysztof Piecielski Marek Taudul Piotr Lulewicz Radosław Zawiślak       | PEN      |